# Wasilij Grubiakow
Wasilij Fiodorowicz Grubiakow (ros. Васи́лий Фёдорович Грубяко́в, ur. 1911, zm. 1992) – radziecki dyplomata.

## Życiorys
Członek WKP(b), od 1943 pracował w Ludowym Komisariacie Spraw Zagranicznych ZSRR, 1945-1947 był konsulem generalnym ZSRR w Stambule, a 1949-1953 pomocnikiem ministra spraw zagranicznych ZSRR Andrieja Wyszynskiego. Od 1953 doradca, później starszy doradca Misji ZSRR przy ONZ, 1956-1957 zastępca kierownika Wydziału Organizacji Międzynarodowych Ministerstwa Spraw Zagranicznych ZSRR, od 1957 starszy pomocnik ministra spraw zagranicznych ZSRR. Od 1964 zastępca kierownika wydziału MSZ ZSRR, od 31 marca 1967 do 28 stycznia 1969 ambasador nadzwyczajny i pełnomocny ZSRR w Belgii, od 28 stycznia 1969 do 23 grudnia 1974 ambasador nadzwyczajny i pełnomocny ZSRR w Turcji.